# Монтемињајо
Монтемињајо (итал. Montemignaio) је насеље у Италији у округу Арецо, региону Тоскана.
Према процени из 2011. у насељу је живело 589 становника. Насеље се налази на надморској висини од 758 м.

## Становништво
Према резултатима пописа становништва 2011. у општини је живело 576 становника.
| 1931. | 1936. | 1951. | 1961. | 1971. | 1981. | 1991. | 2001. | 2011. |
| ----- | ----- | ----- | ----- | ----- | ----- | ----- | ----- | ----- |
| 2.006 | 2.035 | 1.825 | 1.171 | 599   | 514   | 532   | 589   | 576   |

## Партнерски градови
- Виланова Соларо